# Shopper marketing
Shopper marketing – odbywa się w środowisku punktu sprzedaży i dąży do przekształcenia osoby znajdującej się w sklepie, na kupującego dany produkt. Celem tego marketingu jest zrodzenie u klienta konkretnej decyzji zakupu w pobliżu danego produktu. Konsument może być całkiem inną osobą niż shopper. Na przykład matka rodziny może być osobą, która odpowiada w  90% za dzienne zaopatrzenie całej rodziny, podczas gdy konsumpcja zakupionych towarów może się rozłożyć równo na np. czterech członków rodziny.
Z perspektywy sklepów detalicznych (retailers), shopper marketing oznacza fakt, że dostawcy koncentrują inwestycje przeznaczone na marketing w punktach sprzedaży, w miejsce tradycyjnych inwestycji na różne media. Poza tym na zrodzenie się idei shopper marketingu miało wpływ zwiększenie zrozumienia klientów i ich zachowań w procesie zakupów, umożliwione przez wprowadzenie rozwiniętych systemów komputerowych (np. baza danych dostarczana na podstawie kart stałego klienta). Inwestycje dostawców w shopper marketingu rosną 21% w skali rocznej  i tak np. Procter & Gamble inwestuje rocznie co najmniej 500 milionów w shopper marketing. Międzynarodową organizacją typu non-profit, zajmującą się shopper marketingiem, jest POPAI. W Polsce periodykiem opisującym problematykę shopper marketingu jest Trade Marketer.
Następujące wyniki badań spowodowały zmianę kierunku inwestycji z rynku konsumenta na shopper marketing:

- 70% decyzji co do wyboru danej marki dokonywanych jest w punkcie sprzedaży oraz badania POPAI
- 68% decyzji zakupu nie są zaplanowane z góry[3]
- 5% kupujących jest lojalnych jednej marce w określonej kategorii[4]
- Większość kupujących w supermarketach spędza mniej niż 6 sekund na przeglądaniu produktów z danej kategorii przed dokonaniem wyboru[5]

## Kategorie
Punktem wyjściowym Shopper marketingu jest zawsze shopper, czyli osoba na zakupach. Z tego właśnie względu shopper marketing jako działanie oznacza moment, w którym kupujący napotka na swojej drodze w sklepie odpowiedni bodziec marketingowy, który został skonstruowany na podstawie zrozumienia zachowań shopperów podczas zakupów. Shopper marketing można podzielić na tradycyjne 4 P, czyli produkt (product), cenę (price), miejsce dostępności (place) i promocję (promotion).
- Produkt: rozmiar, kształt, kolor, materiał, opakowanie, teksty opakowania i szata graficzna.
- Cena: obniżki cen, oferty pakietowe, rola informacyjna cen oraz kupony promocyjne.
- Miejsce dostępności produktów (place): koncept punktu sprzedaży, oświetlenie, korytarze między półkami, rozmieszczenie miejsc specjalnych prezentacji.
- Promocja: promocje opakowań, sklepów, informacja promocyjna, specjalne prezentacje, telewizory sklepowe, naklejki reklamowe na podłodze oraz reklamy na koszach i wózkach na zakupy.

## Informacja o zachowaniach w procesie zakupów
Informacje na temat zachowań shoppera podczas dokonywania zakupów uzyskiwane są za pomocą trzech metod zbierania danych: obserwacji, wywiadów i danych z komputerowych systemów kas fiskalnych. Na podstawie spostrzeżeń gromadzonych w punkcie sprzedaży dokonuje się identyfikacji zachowań klienta w procesie zakupu danego produktu. Bierze się pod uwagę np. długość tego procesu, na co klient zwrócił uwagę, czego dotykał, badał i co w końcu kupił oraz obyczaje, które wpłynęły na dokonanie zakupu. Za pomocą wywiadu wyjaśnia się motywy kierujące zachowaniami shoppera podczas dokonywania zakupów. Do najczęściej wyjaśnianych spraw należą: wymienialność produktu i rozpoznanie substytutu, oceny i uprzedzenia, zachcianki i czynniki motywacji oraz styl życia i sytuacja życiowa klienta. Systemy kasowe dostarczają wiedzy nt. jakie produkty i w jakim czasie zostały sprzedane. Poza tym za pomocą kart stałego klienta można rozpoznać konkretnych shopperów według kwitów sprzedaży. W ten sposób uzyskujemy absolutną informację co i kiedy poszczególny shopper zakupił w danym sklepie. Najgłębszą wiedzę na temat zachowań shoppera podczas dokonywania zakupów uzyskamy poprzez połączenie wszystkich wyżej wymienionych źródeł  informacji. Prowadzi to do uzyskania ogólnego i całkowitego obrazu shoppera (jak, dlaczego, co i kiedy).

## Zdefiniowanie segmentów shopperów
Podczas procesu definiowania segmentów shopperów, na podstawie informacji na temat zachowań shoppera podczas dokonywania zakupów, rynek zostaje podzielony na grupy istotne i znaczne, czyli na segmenty. Zdefiniowanie segmentów shopperów ułatwia wyjście naprzeciw potrzebom poszczególnych segmentów. Na przykład grupy shopperów wrażliwych na ceny i tradycyjnych różnią się od siebie wyraźnie pod względem zachowań podczas dokonywania zakupów. Metoda wyszukiwania segmentów pozwala na skoncentrowanie działań marketingowych na najbardziej dochodową grupę shopperów.

## Przykłady segmentów shopperów
- TESCO[6]

Finer Foods
Healthy
Convenience
Price Sensitive
Mainstream
Traditional
Social Shoppers
- WAL-MART[7]

Brand Aspirationals
Price Value Shoppers
Trendy Quality Seekers
Price Sensitive Affluents
One Stop Shoppers
Conscientious Objectors
- SAFEWAY[7]

Value-Seeking
Variety-Seeking
Brand-Seeking
Simplicity-Seeking
Discovery-Seeking
Quality-Seeking